# Hindenberg (Lindow (Mark))

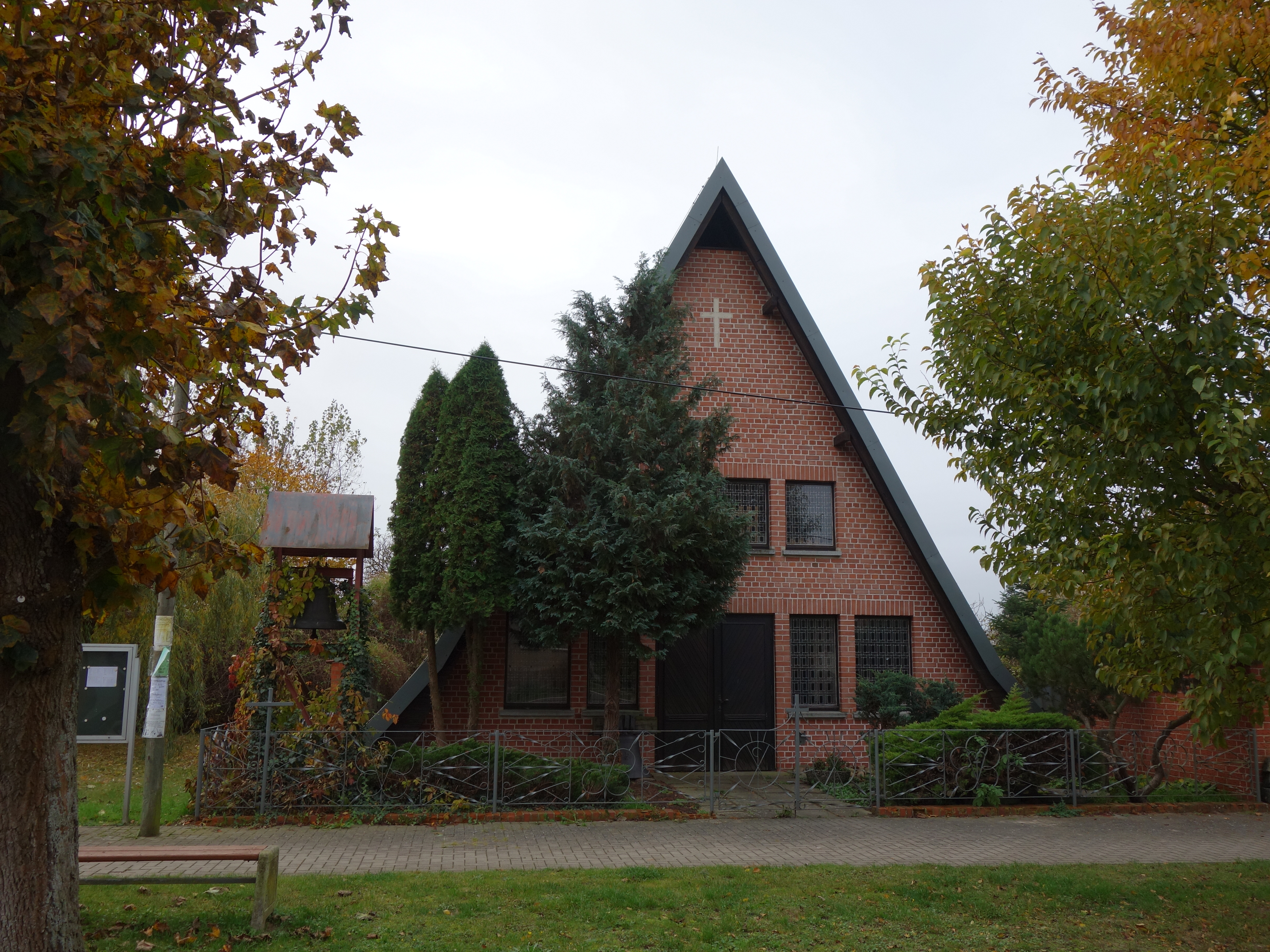
Dorfkirche

Hindenberg ist ein Ortsteil der Gemeinde Lindow (Mark) im Landkreis Ostprignitz-Ruppin  im Land Brandenburg. Hier lebten im Jahre 2001 111 Einwohner.

## Geographie
Hindenberg liegt zehn Kilometer nördlich von Lindow (Mark). Der Ort liegt inmitten von landwirtschaftlich genutzten Feldern.

## Geschichte
Die Ortschaft Hindenberg wird das erste Mal im Jahre 1365 erwähnt. Der damalige Name war „domus Hindenberghe“. Hindenberg gehörte vor 1541 zum Kloster Lindow. Von 1541 bis 1764 gehörte Hindenberg zum Amt Zechlin, von 1764 bis 1872 zum Amt Alt Ruppin. Ab 1992 gehörte die Gemeinde zum Amt Lindow (Mark), bis sie 2003 ein Ortsteil von Lindow (Mark) wurde. 
Von etwa 1530 bis 1753 war der Ort wüst. In dieser Zeit wurde das Land von Bauern aus Lindow (Mark), Dollgow, Dierberg, Rönnebeck und Banzendorf genutzt. 1753 siedelten hier wieder sechs Bauern und 14 Büdner. 1953 wurde die LPG Typ I gegründet, im Jahre 1960 bestand auch eine LPG Typ III.

## Schulgehöft
In Hindenberg gibt es ein Baudenkmal, das Schulgehöft.
Das ehemalige Schulgehöft wurde in den Jahren 1885/1886 errichtet. Das Schulhaus ist ein eingeschossiges, traufständiges Haus mit einem Satteldach. Darin war eine Einklassenschule und die Lehrerwohnung untergebracht. Das Klassenzimmer wurde auch als Gemeinderaum der evangelischen Kirche genutzt. Hinter dem Gebäude befindet sich noch ein Stall.